# Marktsteft
Marktsteft est une ville allemande, située en Bavière, dans l'arrondissement de Kitzingen.
C'est le lieu de naissance du maréchal allemand Albert Kesselring.